# Animaux en Péril
Animaux en Péril is een Belgische organisatie en pressiegroep die opkomt voor dierenrechten en dierenwelzijn. Ze werd opgericht in 1983 en naast acties richt ze ook infoseccies en infostanden in en beschikt over meerdere verzorgingscentra voor verlaten of mishandelde dieren. 
Animaux en Péril is lid van het raadgevend comité van het Federaal Agentschap voor de Veiligheid van de Voedselketen. Sinds 1990 is Jean-Marc Montegnies voorzitter en zetelt in l’Abiec (Association belge d’Identification et d’Enregistrement Canin).
De organisatie heeft naast een twintigtal medewerkers, tientallen vrijwilligers en een 8000-tal leden. 
De actie van 16 november 2000 met de beelden van zware dierenmishandeling in de veemarkten van Ciney en Anderlecht in samenwerking met GAIA maakte heel wat reactie los en er werden 7 veehouders vervolgd door het parket van Brussel.